# Muze (revue)
Pour les articles homonymes, voir Muze.
Muze était une revue trimestrielle du Groupe Bayard consacrée à la culture au féminin. Elle a été lancée en septembre 2004, arrêtée en décembre 2009, puis relancée en juin 2010 sous une nouvelle forme, et enfin arrêtée définitivement en 2017.

## Historique
Le magazine Muze a été lancé en septembre 2004 et arrêté avec le 59e numéro, de décembre 2009/janvier 2010. Muze est une revue qui se qualifie à son lancement comme étant féminine par le regard qu’elle porte sur le monde, par sa curiosité et son attention à tous les arts et supports,.
Les numéros étaient composés d’une centaine de pages, réparties dans sept rubriques principales : « Livres », « Cinéma », « Musique/Arts », « Allure », « Dossier, Interviews + Témoignages », « Monde, Photographie + Texte », « Lecture(s), Extraits/Interviews, La Nouvelle ». La rubrique « Citations » fut intégrée au magazine Phosphore à l’arrêt de Muze.
En juin 2011 Muze reparaît sous une forme nouvelle  : une revue désormais trimestrielle, dont le design et le contenu ont été totalement repensés et qui a adopté le format mook.
Le magazine s'est arrêté après le numéro de printemps de mars-avril-mai 2017 à cause de la baisse régulière de numéros achetés, alors que le magazine venait d'accueillir une nouvelle formule.